# مجموعة جيوش شمال أوكرانيا
مجموعة جيوش شمال أوكرانيا ( (بالألمانية: Heeresgruppe Nordukraine) ) كانت تشكيل القوة البرية الرئيسية للقوات المسلحة الألمانية.

## التاريخ
تم إنشاؤها في 5 أبريل 1944 من خلال إعادة تسمية مجموعة الجيوش الجنوبيةh تحت فيلد مارشال قيادة فالتر مودل.  في أبريل 1944، تتكون من جيش بانزر الأول وجيش بانزر الرابع. في صيف عام 1944، واجهت الجبهة الأوكرانية الأولى التابعة للجيش الأحمر خلال العملية الهجومية الاستراتيجية لفوف-ساندومييرز (13 يوليو - 29 أغسطس 1944).  في أغسطس 1944، دافع جيش بانزر الرابع والجيش السابع عشر بين جبال الكاربات ومستنقعات بريبيت في غاليسيا. في سبتمبر 1944 تم تغيير اسمها إلى مجموعة الجيوش أ .

## ترتيب المعركة
كان تكوين مجموعة الجيوش في 15 يوليو 1944: 
- جيش بانزر الرابع
  - فيلق بانزر XXXXVI
  - الفيلق XXXXII
  - LVI Panzer Corps
  - الفيلق الثامن
- جيش بانزر الأول
  - فيلق LIX
  - فيلق بانزر الرابع والعشرون
  - فيلق بانزر XXXXVIII
  - فيلق بانزر الثالث
  - فرقة بانزر غرينادير العشرين
  - الفرقة الرابعة عشرة من قوات الأمن الخاصة
- الجيش الهنغاري الأول
  - الفيلق الهنغاري السادس
  - الفيلق الحادي عشر
  - الفيلق الهنغاري السابع
  - لواء الجبال المجري الثاني
  - شعبة الاحتياط الهنغارية التاسعة عشر
  - فرقة بانزر المجرية الثانية
  - Kampfgruppe ، 19th SS Panzer Grenadier Division

## القادة
صورة
|  | {{{officeholder}}} |
|  | {{{officeholder}}} |

رئيس

 صورة
|  | {{{officeholder}}} |
|  | {{{officeholder}}} |

## الحواشي
1. 1 2  Ziemke 2002.
2. ↑  Mitcham 2007.